# Ibn Achir
Ne doit pas être confondu avec Sidi ben Achir.
Ibn 'Achir, de son nom complet ‘Abd al-wâhid Ibn Ahmad Ibn ‘Ali Ibn ‘Achir al-Ansârî ((en arabe : عبد الواحد بن أحمد بن علي ابن عاشر الأنصاري), né à Fès en 1582 et mort en 3 juillet 1631 à Fès, est un savant musulman marocain, juriste malikite, un théologien ash'arite et un soufi réputé.  
Il est l'auteur du célèbre Al-Mourchid al-Mou’în, communément appelé Matn Ibn 'Achir, un ouvrage de jurisprudence qui est une référence dans l'école malikite.

## Biographie
'Abd el-Wahid Ibn Ahmad Ibn Alî Ibn Achir nait à Fès en 990 de l'hégire (1582) dans une famille d'origine andalouse. Il est probalement un descendant de Sidi ben Achir.  Il a étudié le coran sous Ahmad ibn Othman al-Lamati, les sept lectures du coran sous Abou Abbas el-Kafif et Abou Abdallah as-Sharif el-Marini Al-Tilmisani, le fiqh sous Ahmad Ibn al-Qadi et son cousin Abou el-Qasim Ibn el-Qadi et Ibn Abou Naim el-Ghassani et Ali ibn Imrane et Abou Mohamed el-Hawwari et Cheikh el-Qassar,  le hadîth sous Abou el-Hassan el-Battiwi et Abou Abdallah Mohammed ben Ahmad el-Jinan el-Fasi. Il a aussi étudié le tafsir et hadîth au Zaouïa de Dila sous Mohammed ben abi bakr ad-Dila'i.
Il a voyagé vers l'orient et a appris de Cheikh Salem as-Sanhouri, de l'imam des hadiths Abou Abdallah el-Uzzi ash-Shâfi'î, de Cheikh Barakat el-Hattab et d'autres. Il a accompli le Hajj au cours de l'année 1008 et a rencontré Cheikh Abdallah ad-Danouchari et a appris le soufisme auprès du savant Ibn Aziz at-Toujibi.
Il a décédé le jeudi 3 dhou al-hijja 1040 (3 juillet 1631) à Fès.

## Croyance
Ibn 'Âchir mentionne dans son célèbre matn « Al-Mourchidou l-Mou’în ‘ala d-Daroûriyyi min ‘Ouloûmi d-Dîn » treize attributs de Dieu à connaitre pour les personnes responsable (moukallaf). Il a dit : « Il est un devoir [de connaître] au sujet de Allâh qu’Il ait pour attributs : L’existence, l’exemption de début, l’exemption de fin, le non-besoin, la non-ressemblance aux créatures, l’unicité de Son Être, de Ses Attributs et de Ses Actes, la toute-puissance, la volonté, la science, la vie, l’ouïe, la parole et la vue. Tous ces attributs Lui sont obligatoires ».
Le Chaykh Ibn 'Âchir termine son ouvrage « Al-Mourchidou l-Mou’în » en pratiquant le tawassoul en ces termes : « Et je demande par lui (cet ouvrage) le profit en permanence, à notre Seigneur par le degré (bi jâh) du maître (sayyid) des hommes [c’est-à-dire le prophète] ».

## Œuvres
Ibn 'Âshir a composé quatorze livres.

### Al-Matn Ibn Achir
- Al-Mourchid al-Mou’în 'alâ ad-dharourî min 'ulûm ad-dîn, un chef-d'œuvre sur la doctrine et la jurisprudence malikite composé en vers, plus connu sous le nom de Matn Ibn Achir. Cet ouvrage est une références dans l'école malikite[5].

### Autres ouvrages
- « تنبيه الخلان في علم رسم القرآن » / « Tanbîh Al-khillâni fî ‘Ilmi rasmi Al-Qur-ân »
- « رسالة في عمل الربع المجيّب » / « ’Ilmu Ar-rub‘i al-majayyîbi »
- « شفاء القلب الجريح في شرح بردة المديح » / « shifâu al-qalbi al-jarîhi fî sharhi burdati al-madîhi »
- « فتح المنن في شرح مورد الظمآن في علم رسم القرآن » / « Fathou l-Manan fi charh Mawridou dh-Dhaman fi 'ilmi rasmi l-Qour'an »
- « شرح على مختصر خليل، من النكاح إلى العلم » / « Charh ‘ala Moukhtasar Khalil mina al-nikâhi ilâ al-'ilmi »